# Ulrich K. Goldsmith
Ulrich Karl Goldsmith, bis 1944 Goldschmidt (* 19. Januar 1910 in Freiburg im Breisgau; † 2. Mai 2000 in Boulder, Colorado) war ein in Deutschland geborener amerikanischer Germanist. Bekannt wurde er durch seine Studien zum Werk Stefan Georges und Rainer Maria Rilkes.

## Leben
Ulrich Goldschmidt war der älteste Sohn des Historikers Hans Goldschmidt, der seinerzeit als fester Mitarbeiter der Gesellschaft für Rheinische Geschichtskunde tätig war, und der Wiesbadener Pastorentochter Sophie Bickel. Er wuchs in Freiburg, Stuttgart, Kiel und Potsdam auf. Nach seinem Abitur am Potsdamer Viktoria-Gymnasium studierte er von 1928 bis 1931 Jura in Tübingen, Berlin und Hamburg und absolvierte ab 1931 sein juristisches Referendariat in Hamburg. Im Jahr 1932 ging er als Austauschstudent an die London School of Economics. Nach der Machtergreifung der Nationalsozialisten, die ihm aufgrund der jüdischen Herkunft seines Vaters eine weitere juristische Laufbahn verwehrte, kehrte Goldschmidt nicht nach Deutschland zurück.
In England war Goldschmidt seit 1934 als Sprachlehrer für Latein, Deutsch und Englisch an der Beltane School in Wimbledon tätig. Im Juni 1940 wurde er interniert und einen Monat später nach Kanada deportiert, wo er wiederum interniert wurde. Nach seiner Entlassung im April 1941 studierte er bis 1946 Romanistik und Germanistik an der University of Toronto, wo er 1942 seinen B.A. und 1945 seinen M.A. machte. Parallel arbeitete er als Sprach- und Geschichtslehrer am Cantab College in Toronto, danach an der University of Saskatchewan. Unter dem anglisierten Familiennamen Goldsmith ließ er sich 1944 einbürgern.
Im Jahr 1946 ging Goldsmith als Assistenzlehrer an die University of California, Berkeley, wo er 1950 mit der Arbeit The Will to Power in the Poetical Genesis of Stefan George zum Ph.D. promoviert wurde. Von 1947 bis 1950 unterrichtete er in Princeton, von 1950 bis 1951 an der University of Manitoba, von 1951 bis 1955 an der University of Massachusetts Amherst und anschließend bis 1957 in Yale.
Im Jahr 1957 wechselte Goldsmith, der seit 1956 amerikanischer Staatsbürger war, an die University of Colorado Boulder. Dort war er zunächst assistant professor, ab 1959 associate professor und von 1962 bis zu seiner Emeritierung 1979 Professor für deutsche Literatur und vergleichende Literaturwissenschaft.
Goldsmith war zweimal verheiratet und hatte eine Tochter aus erster Ehe. Er lebte mit seiner zweiten Frau, der Romanistin und Lama-Expertin Bobra Ballin Goldsmith (1930–2010), in Longmont, Colorado.

## Veröffentlichungen
- Stefan George. A study of his early work. University of Colorado Press, Boulder 1959. (Nachdruck 1970, überarbeitete Neuauflage 1987)
- (mit George C. Scherer, Gerhard Loose) Deutsch im ersten Jahr. Department of Germanic Languages and Literatures, University of Colorado at Boulder 1959.
- (Hrsg.) Rainer Maria Rilke. A verse concordance to his complete lyrical poetry. W.S. Maney, Leeds 1980, ISBN 0-901286-12-5.
- (Hrsg. mit Dietrich Goldschmidt) Hermann J. Weigand: Critical probings. Essays in European literature from Wolfram von Eschenbach to Thomas Mann. Lang, Bern und Frankfurt 1982, ISBN 3-261-04921-9.
- (Hrsg. mit William M. Calder III und Phyllis B. Kenevan) Hypatia. Essays in classics, comparative literature, and philosophy, presented to Hazel E. Barnes on her 70th birthday. Colorado Associated University Press, Boulder 1985, ISBN 0-87081-156-8.

Festschrift für Ulrich K. Goldsmith:
- Hazel E. Barnes, William M. Calder III, Hugo Schmidt (Hrsg.): Studies in comparison. Lang, New York und Bern 1989, ISBN 0-8204-0886-7.

Aufsätze (Auswahl):
- Words out of a hat? Alliteration and assonance in Shakespeare's sonnets. In: The journal of English and German philology, Band XLIX (1950), Nr. 1, S. 33–48.
- Stefan George and the theatre. In: Publications of the Modern Language Association of America (PMLA), Band LXVI (1951), Nr. 2, S. 85–95.
- The renunciation of woman in Stefan George’s »Das Jahr der Seele«. In: Monatshefte (MDU), Band XLVI (1954), Nr. 3, S. 113–122.
- On translating Mallarmé into German. In: Revue de littérature comparée (RLC), Band XXXV (1961), S. 474–486.
- Ambiguities in Goethe’s Faust. A lecture for the general reader. In: German Quarterly (GQ), Band XXXIX (1966), Nr. 3, S. 311–328.
- Shakespeare and Stefan George: The sonnets. In: Stefan Grunwald, Bruce A. Beatie (Hrsg.): Theorie und Kritik. Zur vergleichenden und neueren deutschen Literatur. Festschrift für Gerhard Loose zum 65. Geburtstag. Francke, Bern und München 1974.
- »Oh What a Rogue and Peasant Slave am I!« Hamlet in English, French and German. In: Comparative Literature Studies (CLS), Band 17 (1980), Nr. 1, S. 66–84.
- Aristophanes in East Germany. Peter Hacks’ adaptation of Peace. In: Calder et al. (Hrsg.): Hypatia. op. cit. 1985.
- »Durchgesehen von Friedrich Gundolf«. Zu A. W. Schlegels Übersetzung des »Julius Caesar«. In: Castrum Peregrini 205 (1992), S. 62–75.